# Croce Rossa del Ghana

il simbolo della Croce Rossa

La Croce Rossa del Ghana è la società nazionale di Croce Rossa della Repubblica del Ghana, stato dell'Africa occidentale.

## Denominazione ufficiale
- Ghana Red Cross Society (GRCS), in lingua inglese, idioma ufficiale del Ghana.

## Storia
Il Ghana è stata colonia dell'Impero britannico fino al 1957. Inizialmente la Società della Croce Rossa nel Ghana era una sezione di quella del paese occupante, ovvero della Croce Rossa britannica. A seguito dell'indipendenza, nel 1958 venne istituita, con una Legge nota come Red Cross act, la Croce Rossa del Ghana come Società Nazionale.

## Suddivisioni
La rete di uffici locali copre circa il 60% del territorio nazionale. La competenza territoriale è suddivisa in dieci sezioni regionali, una per ognuna delle regioni del Paese. Le regioni sono suddivise in 138 distretti, in 76 dei quali esiste un comitato distrettuale della Croce Rossa nazionale.

## Organizzazione
I principali organi di governo della Società sono l'Assemblea Generale, che si riunisce ogni due anni, ed il Comitato Centrale. Tutti gli incarichi organizzativi sono affidati ai volontari.

## Attività

### Protezione e difesa civile
La Società ha un comitato di Protezione civile a tutti i livelli organizzativi: distrettuale, regionale e nazionale.

### Primo soccorso
La Croce Rossa del Ghana dispone di un servizio di emergenza sanitaria in 48 dei 76 comitati distrettuali.

### Assistenza ai rifugiati
La GRCS collabora con l'Alto commissariato delle Nazioni Unite per i rifugiati al fine di fornire vitto e assistenza sanitaria ai rifugiati provenienti dalla Liberia, dal Togo e da altri paesi.

### Salute
Nel campo della sanità pubblica, la Croce Rossa del Ghana svolge le seguenti attività:
- addestramento al primo soccorso;
- educazione alla salute e all'igiene;
- educazione alla prevenzione dell'AIDS/HIV e delle malattie sessualmente trasmissimibili;
- monitoraggio medico e consultorio per le prostitute nella città di Accra;
- vaccinazioni;
- collaborazione con le comunità locali per la costruzione e lo sviluppo di infrastrutture necessarie per migliorare le condizioni sanitarie, come ospedali, pozzi e latrine;
- prevenzione della cecità e cura delle malattie che colpiscono gli occhi.

### Società
La Croce Rossa del Ghana porta avanti alcuni programmi per il benessere sociale, come la fornitura di semi e strumenti agricoli alle comunità colpite dalla siccità. Nella città di Accra, dispone di dormitori notturni per ospitare le ragazze senzatetto al fine di proteggerle dall'elevato rischio di violenza sessuale.

### Gioventù
La Società organizza numerose attività per i ragazzi, tra cui programmi di scambio, escursioni e campi, biblioteche, giochi collettivi, corsi di musica e danza, educazione alla prevenzione dell'AIDS.

### Diffusione
La Società tiene corsi di Diritto internazionale umanitario per i propri membri, per i componenti delle Forze Armate, dei corpi di Polizia e Vigili del Fuoco e per gli insegnanti delle scuole pubbliche.